# Condado de Sussex (Delaware)
El condado de Sussex está situado en la parte sur del estado de Delaware. A partir de 2000 la población era de 156 638. El municipio es sede de Georgetown. En 2005, la población del condado se estimó en 176 548, un incremento del 12,7 %.
El condado de Sussex es el condado más grande de Delaware con una superficie de 2429 km². El primer asentamiento europeo en el estado de Delaware fue fundada en 1631 cerca de la actual ciudad de Lewes. Sin embargo, el condado de Sussex no se organizó hasta 1683.

## Historia

### Comienzos
Los arqueólogos estiman que los primeros habitantes del condado de Sussex, el más meridional de Delaware, llegaron hace entre 10 000 y 14 000 años. Los nativos americanos del condado de Sussex pertenecían a diversos grupos tribales de la nación algonquina. Las tribus más prominentes tribus de la zona fueron los leni lenape y los nanticoke. los habitantes se asentaban a lo largo de los numerosos cuerpos de agua de la zona, de los que podían obtener peces, ostras y otros mariscos en el otoño y el invierno. En los meses más cálidos plantaban cultivos, y también cazaban ciervos y otros pequeños mamíferos, no habiendo en la zona otras presas más grandes.

## Demografía
Según el censo de 2000, había 156 638 personas, 62 577 hogares y 43 866 familias residiendo en la localidad. La densidad de población era de 64 hab./km². Había 93,070 viviendas con una densidad media de 38 viviendas/km². El 80.35 % de los habitantes eran blancos, el 14.89 % afroamericanos, el 0.60 % amerindios, el 0.75 % asiáticos, el 0.04 % isleños del Pacífico, el 2.02 % de otras razas y el 1.35 % pertenecía a dos o más razas. El 4.41 % de la población eran hispanos o latinos de cualquier raza.
Los ingresos medios por hogar en la localidad eran de $39 208, y los ingresos medios por familia eran $45 203. Los hombres tenían unos ingresos medios de $30 811 frente a los $23 625 para las mujeres. La renta per cápita para el condado era de $20 328. Alrededor del 10.50% de la población estaban por debajo del umbral de pobreza.

## Transporte
Aeropuerto del Condado de Sussex

## Localidades
- Bethany Beach (pueblo)
- Bethel (pueblo)
- Blades (pueblo)
- Bridgeville (pueblo)
- Dagsboro (pueblo)
- Delmar (parte de Delmar en Maryland) (pueblo)
- Dewey Beach (pueblo)
- Ellendale (pueblo)
- Fenwick Island (pueblo)
- Frankford (pueblo)
- Georgetown (pueblo)
- Greenwood (pueblo)
- Henlopen Acres (pueblo)
- Laurel (pueblo)
- Lewes (ciudad)
- Long Neck (lugar designado por el censo)
- Milford (parte de Milford está en el condado de Kent) (ciudad)
- Millsboro (pueblo)
- Millville (pueblo)
- Milton (pueblo)
- Ocean View (pueblo)
- Rehoboth Beach (ciudad)
- Seaford (ciudad)
- Selbyville (pueblo)
- Slaughter Beach (pueblo)
- South Bethany (pueblo)

### Áreas no incorporadas
- Angola
- Atlanta
- Gumboro
- Lincoln
- Long Neck
- Oak Orchard